# Obwód riazański
Obwód riazański (ros. Рязанская область) – jednostka administracyjna Federacji Rosyjskiej.

## Strefa czasowa
Obwód należy do moskiewskiej strefy czasowej (MSK): do 25 października 2014 UTC+04:00 przez cały rok, od 26 października 2014 UTC+03:00 przez cały rok. Jeszcze wcześniej, przed 27 marca 2011 roku, obowiązywał czas standardowy (zimowy) strefy UTC+03:00, a czas letni – UTC+04:00.

## Podział administracyjny
W skład obwodu wchodzi 314 jednostek administracyjnych: 4 okręgi miejskie, 25 rejonów, 31 osiedli miejskich i 254 osiedla wiejskie.
- Riazań – okręg miejski
- Kasimow – okręg miejski
- Skopin – okręg miejski
- Sasowo – okręg miejski
- rejon jermiszyński
- rejon zacharowski
- rejon kadomski
- rejon kasimowski
- rejon klepikowski
- rejon korabliński
- rejon miłosławski
- rejon michajłowski
- rejon nowodierewieński
- rejon pitieliński
- rejon proński
- rejon putatiński
- rejon rybnowski
- rejon rażski
- rejon riazański
- rejon sapożkowski
- rejon sarajewski
- rejon sasowski
- rejon skopiński
- rejon spasski
- rejon starożyłowski
- rejon uchołowski
- rejon czuczkowski
- rejon szacki
- rejon szyłowski

## Miasta i osiedla typu miejskiego

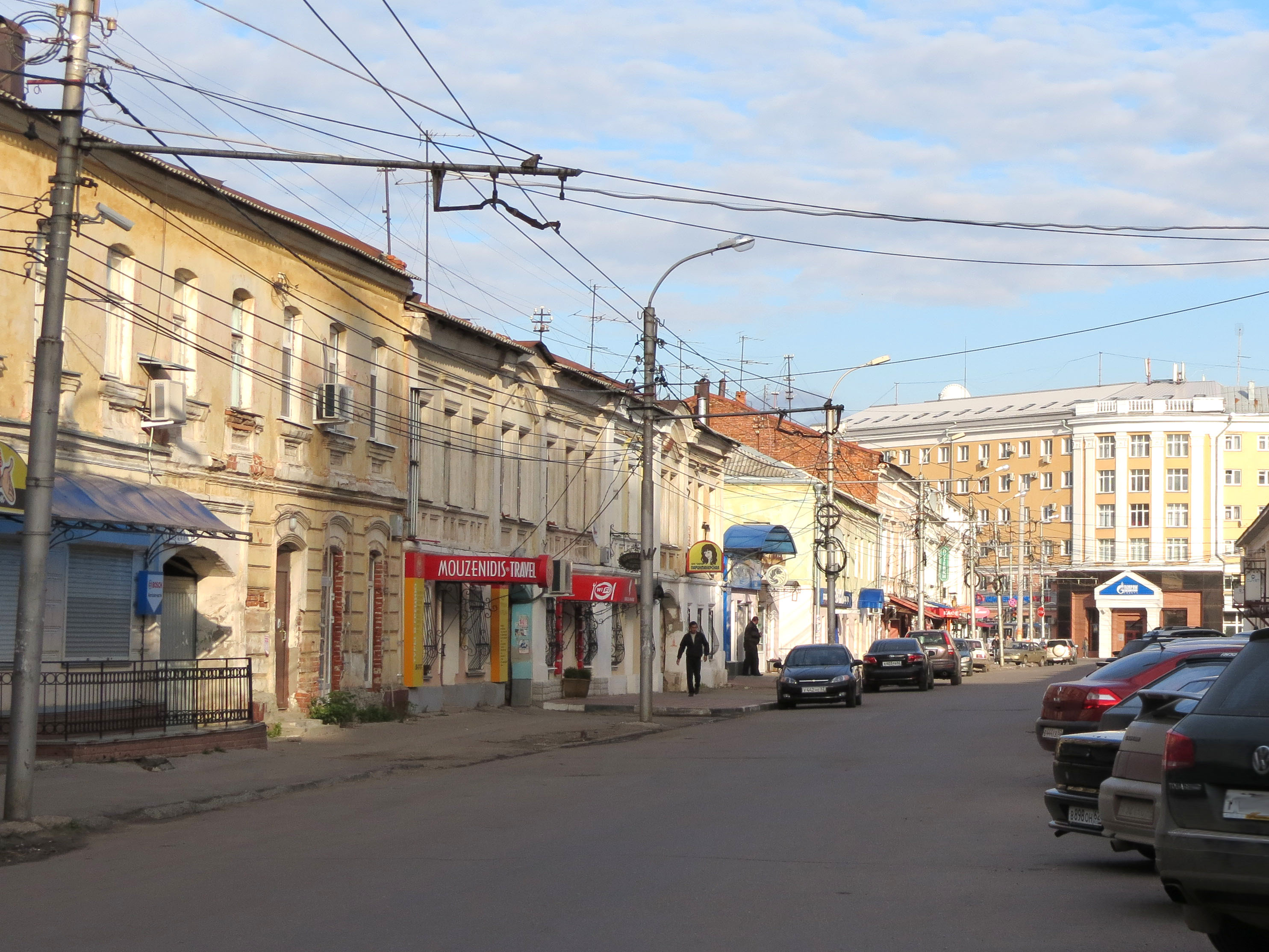
Riazań jest stolicą i największym miastem obwodu, skupiającym ponad 40% jego mieszkańców

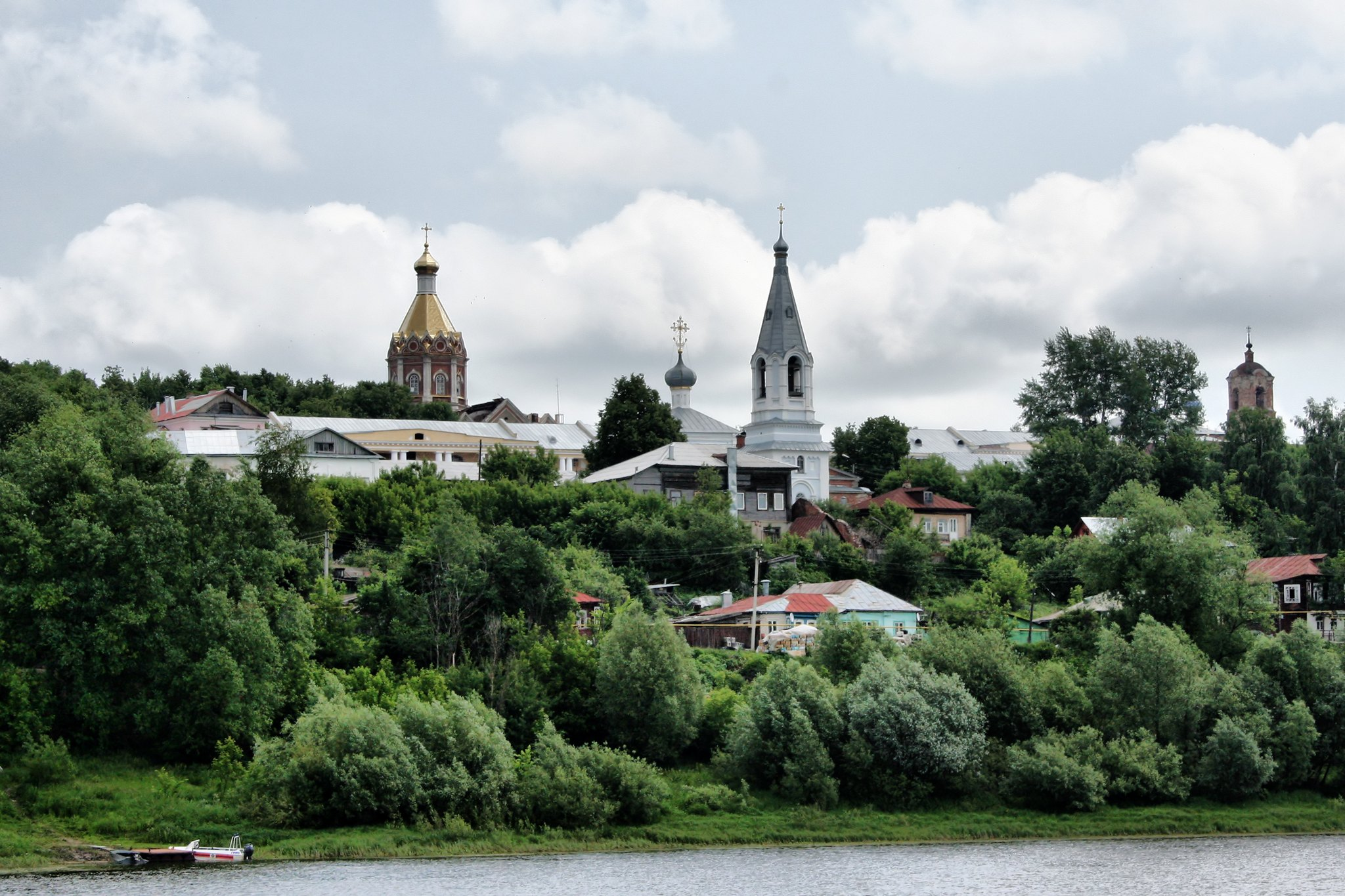
Kasimow to dawna stolica chanatu kasymskiego i główny ośrodek Tatarów w obwodzie

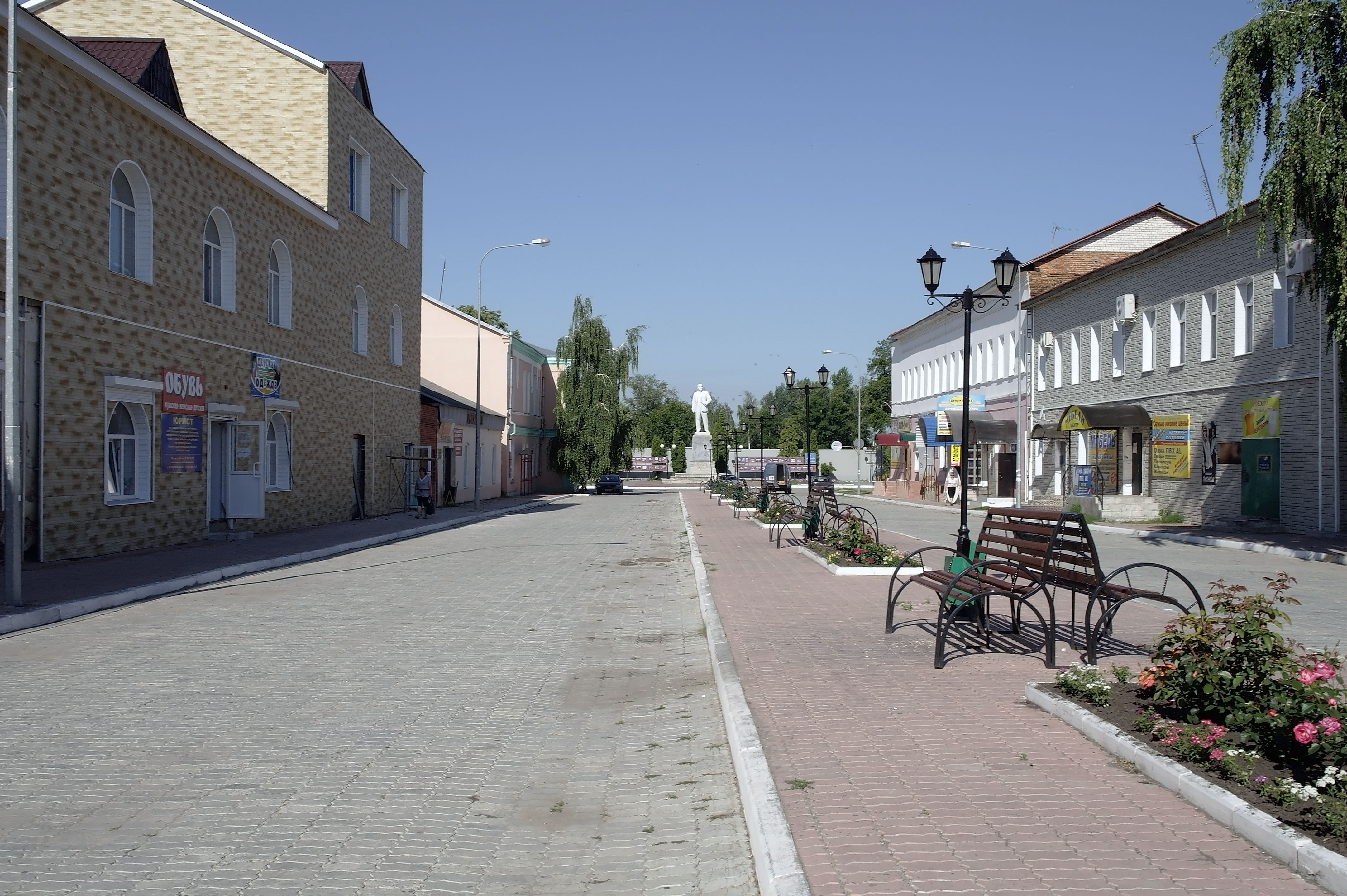
Skopin jest ośrodkiem produkcji ceramicznej

Miasta i największe osiedla typu miejskiego (stan z 2016 roku):

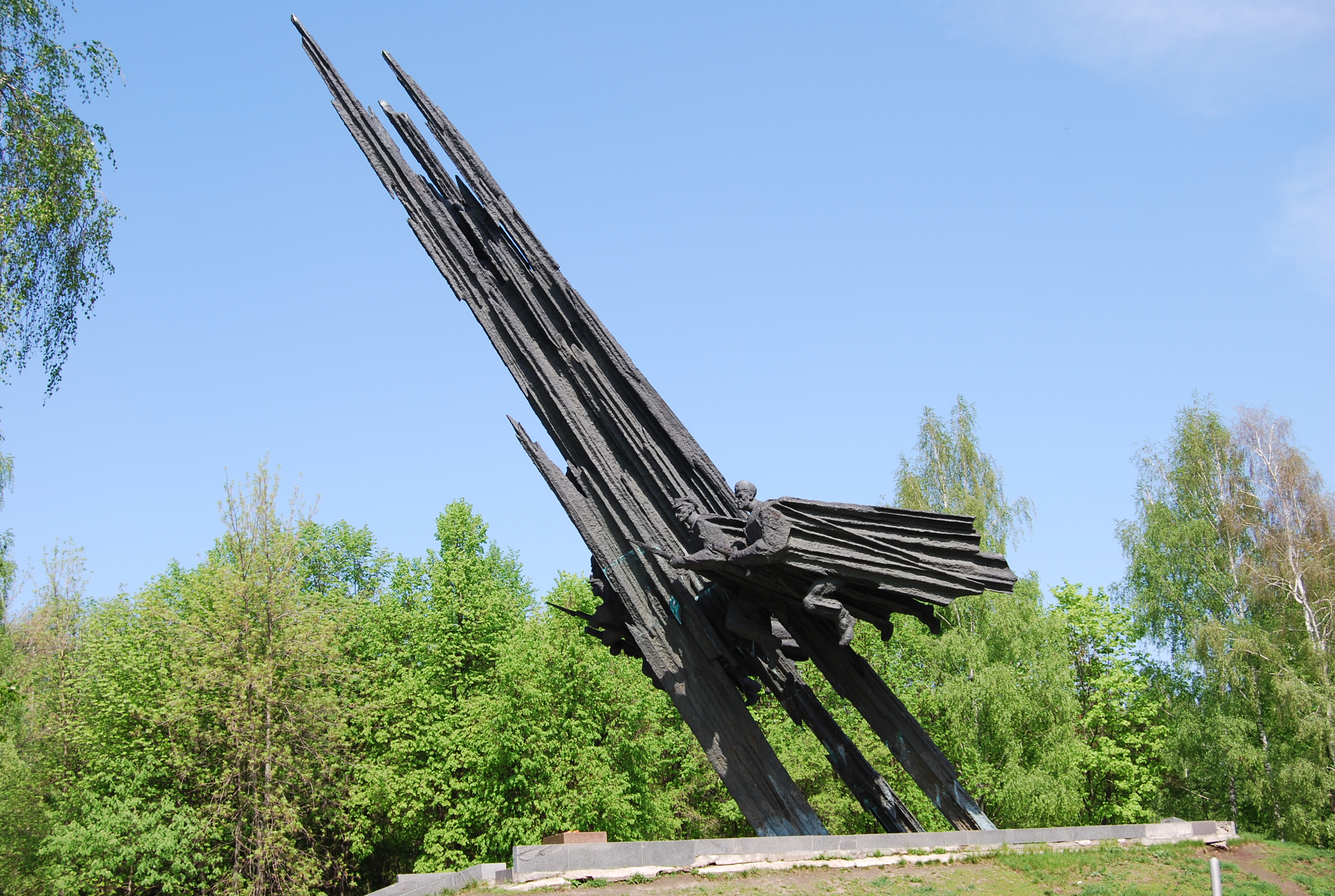
Pomnik Radziecko-Polskiego Braterstwa Broni w Riazaniu

| Nazwa            | Nazwa rosyjska   | Liczba mieszkańców |
| ---------------- | ---------------- | ------------------ |
| Riazań           | Рязань           | 534 762            |
| Kasimów          | Касимов          | 30 990             |
| Skopin           | Скопин           | 26 805             |
| Sasowo           | Сасово           | 26 303             |
| Riażck           | Ряжск            | 21 701             |
| Rybnoje          | Рыбное           | 19 134             |
| Nowomiczurińsk   | Новомичуринск    | 16 997             |
| Szylowo          | Шилово           | 14 720             |
| Korablino        | Кораблино        | 11 327             |
| Michałów         | Михайлов         | 10 539             |
| Leśny            | Лесной           | 7729               |
| Spassk Riazański | Спасск-Рязанский | 6613               |
| Polany           | Поляны           | 6625               |
| Szack            | Шацк             | 6120               |
| Tuma             | Ту́ма             | 5915               |
| Spas-Klepiki     | Спас-Клепики     | 5490               |
| Oktiabrski       | Октябрьский      | 5399               |
| Saraj            | Сараи            | 5250               |
| Kadom            | Кадом            | 5225               |
| Stare Żyłowo     | Старожилово      | 5160               |
| Uchołowo         | Ухолово          | 4587               |
| Miłosławskie     | Милославское     | 4313               |
| Prońsk           | Пронск           | 4854               |

## Tablice rejestracyjne
Tablice pojazdów zarejestrowanych w obwodzie riazańskim mają oznaczenie 62 w prawym górnym rogu nad flagą Rosji i literami RUS.